# Wilhelm Eichhorn (Theologe)

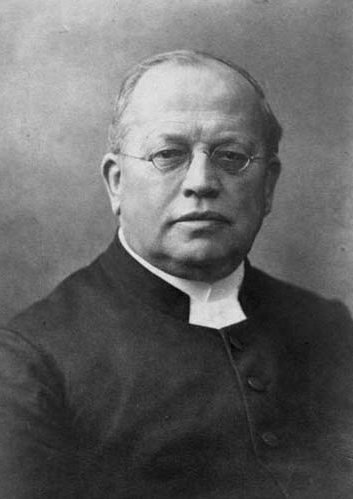
Wilhelm Eichhorn

Wilhelm Eichhorn (* 30. Oktober 1846 in Bofsheim; † 16. Januar 1923 in Neuendettelsau) war evangelisch-lutherischer Pfarrer und Rektor der Diakonie Neuendettelsau.
Eichhorn wurde als zweiter von den drei Söhnen des Pfarrers Carl Eichhorn in Bofsheim geboren. Nach dem Theologiestudium in Erlangen und Leipzig war er als Pfarrer tätig, u. a. an der Altstädter Kirche in Erlangen. Von 1909 bis 1918 war er Rektor der Diakonissenanstalt. 
Zusammen mit Hans Meiser rief er die Hilfsschwesternschaft ins Leben (heute: Diakonische Schwestern- und Brüderschaft), der Frauen angehören sollten, die zwar in der Diakonie tätig waren, ohne aber wie die Diakonissen der diakonischen Gemeinschaft anzugehören. Seine weiteren Arbeitsschwerpunkte lagen in der Seelsorge, besonders von psychisch Kranken, und in der Verwaltung.

## Veröffentlichungen (Auswahl)
- Einsegnungsunterricht 1912: Die Gnaden- und Kraftquellen für den Christenstand und für den Diakonissenberuf, Neuendettelsau 1914.
- Einsegnungsstunden 1916: die wichtigsten Punkte der Heilslehre unter dem Gesichtspunkte der heiligen Liebe, Neuendettelsau 1919.
- Einsegnungsunterricht 1917: die Reformation der Kirche und die Kirche der Reformation, Neuendettelsau 1919.

## Sekundärliteratur
- Schmuhl, Hans-Walter/Winkler, Ulrike: Auf dem Weg ins 20. Jahrhundert. Die Diakonissenanstalt Neuendettelsau unter den Rektoren Hermann Bezzel und Wilhelm Eichhorn. Neuendettelsau, 2009. ISBN 978-3-9809431-3-0